# Tamara Kozulina

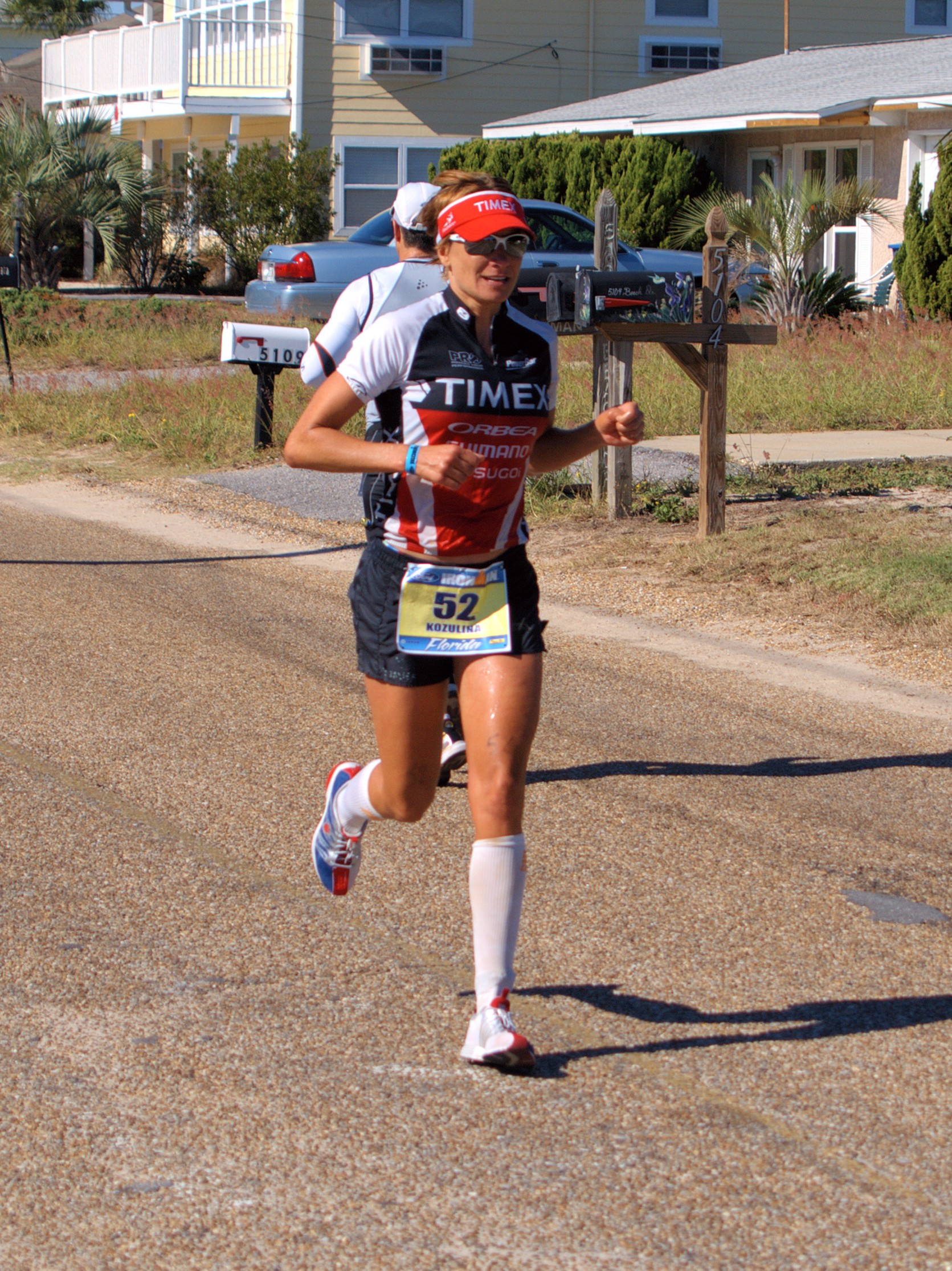
Tamara Kozulina en Ironman Florida 2010.

Tamara Kozulina (Pervomaisk, URSS, 2 de enero de 1976) es una deportista ucraniana que compitió en triatlón. Ganó una medalla de oro en el Campeonato Mundial de Triatlón de Larga Distancia de 2004.

## Palmarés internacional
| Campeonato Mundial | Campeonato Mundial | Campeonato Mundial | Campeonato Mundial |
| Año                | Lugar              | Medalla            | Prueba             |
| ------------------ | ------------------ | ------------------ | ------------------ |
| 2004               | Säter (Suecia)     | Medalla de oro     | Individual         |